# ابرخوم
ابرخوم (به هلندی: Obergum) یک منطقهٔ مسکونی در هلند است که در وینسوم واقع شده‌است.